# 卡朗西
卡朗西（法語：Carency，法語發音：[kaʁɑ̃si]）是法国上法蘭西大區加来海峡省的一个市镇，属于阿拉斯区。

## 地理
卡朗西（50°22'43"N, 2°42'15"E）面积8.6 平方千米，位于法国上法蘭西大區加来海峡省，该省份为法国北部沿海省份，西北濒北海，南至索姆省，东临北部省。
与卡朗西接壤的市镇（或旧市镇、城区）包括：阿布兰圣纳泽尔、蒙圣埃卢瓦、讷维尔圣瓦、苏谢、维莱欧布瓦、古伊塞尔万。
卡朗西的时区为UTC+01:00、UTC+02:00（夏令时）。

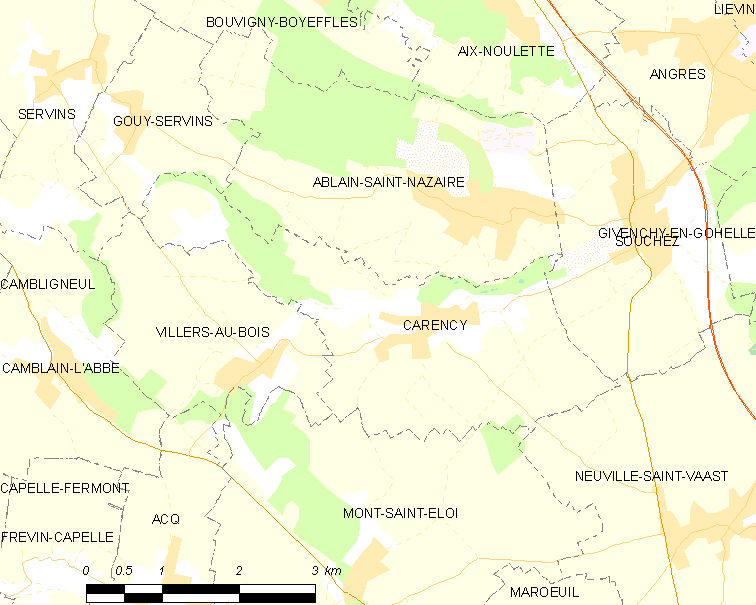
卡朗西的OSM定位图

## 行政
卡朗西的邮政编码为62144，INSEE市镇编码为62213。

## 政治
卡朗西所属的省级选区为比利莱米讷县。

## 人口

1962-2008年间卡朗西人口变化图示

卡朗西于2022年1月1日时的人口数量为820人。